# Michaela Kopumi
Michaela Ezsébet Neto Webba Kopumi (Bacau) é uma jurista e política angolana. Filiada à União Nacional para a Independência Total de Angola (UNITA), é deputada de Angola pelo Círculo Eleitoral Nacional desde 28 de setembro de 2017.
Kopumi é jurista por profissão, tendo concluído um mestrado em Direito Constitucional. Foi assessora jurídica do presidente da UNITA e integrou a Comissão Política do partido.
É casada com Alcebiades Kopumi, um dos líderes da UNITA, e tem um filho.